# POSIX
POSIX (Portable Operating System Interface for uniX) — набір стандартів, які описують інтерфейси між операційною системою та застосунками. Стандарт створений для забезпечення сумісності різних UNIX-подібних операційних систем та переносимості прикладних програм на рівні початкового коду програм. 
Стандарт розроблявся консорціумом «The Open Group», формально визначений як IEEE 1003, назва міжнародного стандарту ISO/IEC 9945. 
Офіційна копія документації може бути придбана на сайті ISO [Архівовано 12 грудня 1998 у Wayback Machine.].
Назву «POSIX» запропонував Річард Столмен. Вона є зареєстрованим товарним знаком IEEE.

## Склад
Стандарт складається з чотирьох основних розділів:
- Основні визначення (Base definitions) — список основних визначень і угод, що використані в специфікаціях, і список заголовних файлів мови Сі, які мають бути надані відповідною стандарту системою.
- Оболонка і утиліти (Shell and utilities) — опис утиліт і командної оболонки sh, стандарти регулярних виразів.
- Системні інтерфейси (System interfaces) — список системних викликів мови Сі.
- Обґрунтування (Rationale) — пояснення принципів, що використані в стандарті.

## Версії
POSIX пройшов через низку версій:
POSIX.1, Core Services (включений в стандарт ANSI C)
- Створення і керування процесами
- Сигнали [2]
- Винятки обчислень з рухомою комою
- Порушення сегментації
- Неправильна інструкція
- Помилки шини
- Таймери
- Операції з файлами і директоріями
- Конвеєри (Pipes)
- Бібліотека C (Стандарт C)
- Інтерфейс і керування портами введення-виведення

POSIX.1b, Real-time extensions, Розширення реального часу
- Планувальник пріоритетів
- Сигнали реального часу
- Годинники і таймери
- Семафори
- Передача повідомлень
- Розділювана пам’ять
- Асинхронне та синхронне введення-виведення
- Інтерфейс блокування пам’яті

POSIX.1c, Threads extensions. Розширення ниток виконання
- Створення, управління і очистка ниток
- Планувальння ниток
- Синхронизація ниток
- Управління сигналами

## Виноски
1. ↑  http://www.opengroup.org/austin/papers/posix_faq.html [Архівовано 17 жовтня 2018 у Wayback Machine.] POSIX® 1003.1 Frequently Asked Questions (FAQ Version 1.12)]
2. ↑  Linux Signals. Архів оригіналу за 6 червня 2008. Процитовано 30 травня 2008.